# Подснежное (Алтайский край)
Подснежное (также Блюменорт) — упразднённое село в Немецком национальном районе Алтайского края. Ликвидировано в 1971 г., население переселено в село Редкая Дубрава.

## География
Село располагалось в 3,5 км к северо-западу от села Редкая Дубрава.

## История
Основано в 1908 году переселенцами из Причерноморья. До 1917 года меннонистское село Орловской волости Барнаульского уезда Томской губернии. Община братских меннонитов входила в состав общины Шумановка-Клеефельд. С 1920 по 1971 центр Подснежного сельсовета, в 1972 г. переименован в Редкодубравный. Колхозы: Крестьянин, им. Кагановича. В 1950 году прошло слияние колхозов им. Блюхера (село Равнополь), «Маргиз» (село Редкая Дубрава), «Новая земля» (село Отрадное), им. Кагановича (село Подснежное), им. Полины Осипенко (село Высокая Грива). Центром нового колхоза имени К. Маркса стала Редкая Дубрава. В 1971 г. в связи с ликвидацией неперспективных сел жителей села переселяют в Редкую Дубраву.

## Население[1]
| Год     | 1911 | 1926 |
| ------- | ---- | ---- |
| Человек | 173  | 229  |